# Gładkie (Opalony Wierch)

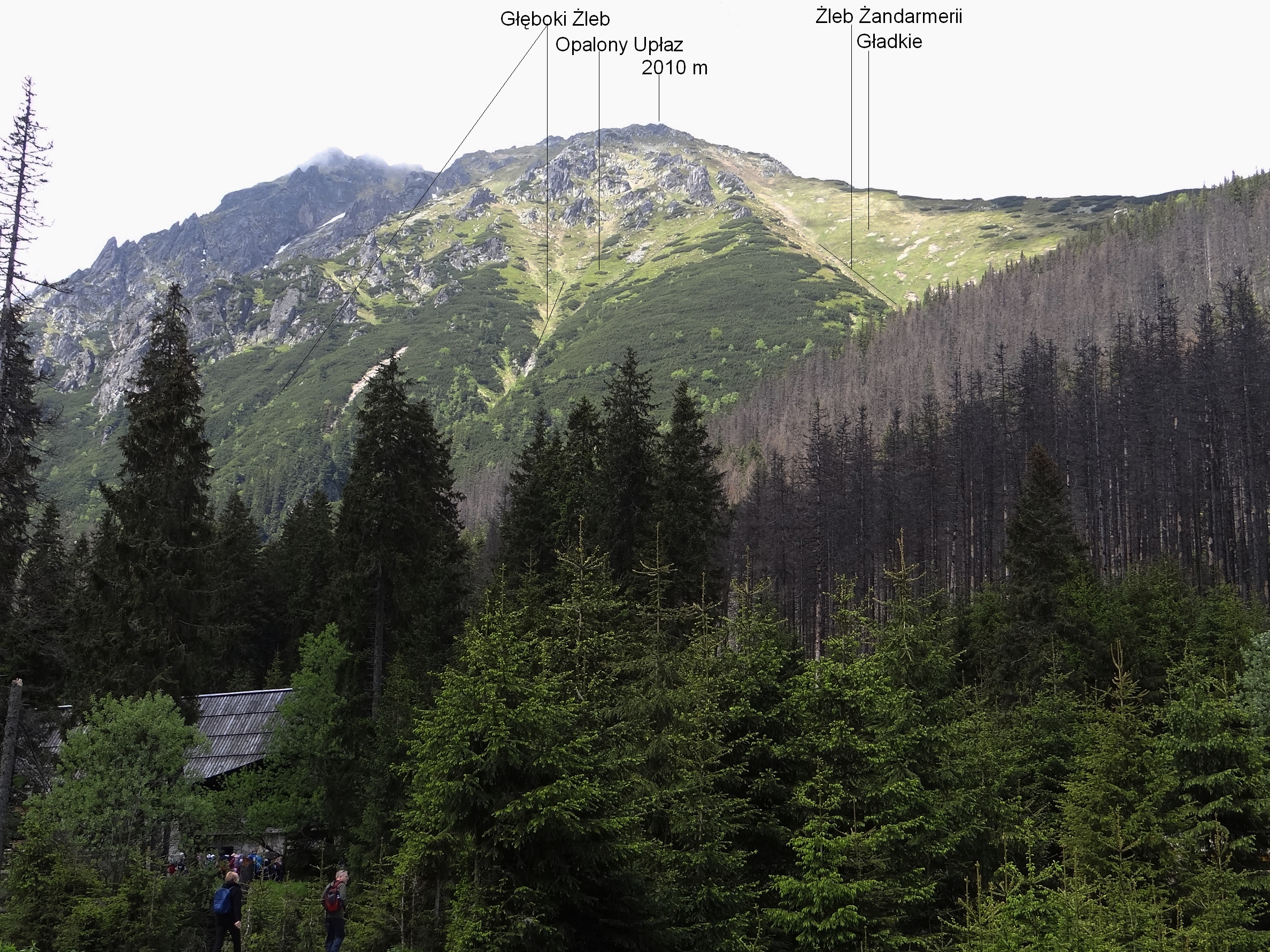
Widok z Włosienicy

Gładkie – zbocze w północno-wschodniej grani Opalonego Wierchu w polskich Tatrach Wysokich, opadające do Doliny Rybiego Potoku. Znajduje się powyżej Równi nad Kępą i górą podchodzi do wysokości ok. 2010 m. Ograniczeniem Gładkiego są dwie grzędy; jedna opada z Kępy (1683 m), druga ze zwornika 2010 m w północno-wschodniej grani Opalonego Wierchu. Nazwa jest ludowego pochodzenia i trafna; zbocze jest gładkie, trawiaste, strome i równomiernie nachylone. Jego dolna część od wysokości około 1650 m lejkowato zwęża się i przechodzi w Żleb Żandarmerii znany z potężnych lawin, które zasilane są przez duży rezerwuar śniegów gromadzący się na Gładkim. Wschodnim obrzeżem Gładkiego prowadzi szlak turystyczny.
Zbocze na tym samym grzbiecie Opalonego Wierchu, ale poniżej, nosi nazwę Opalonego.

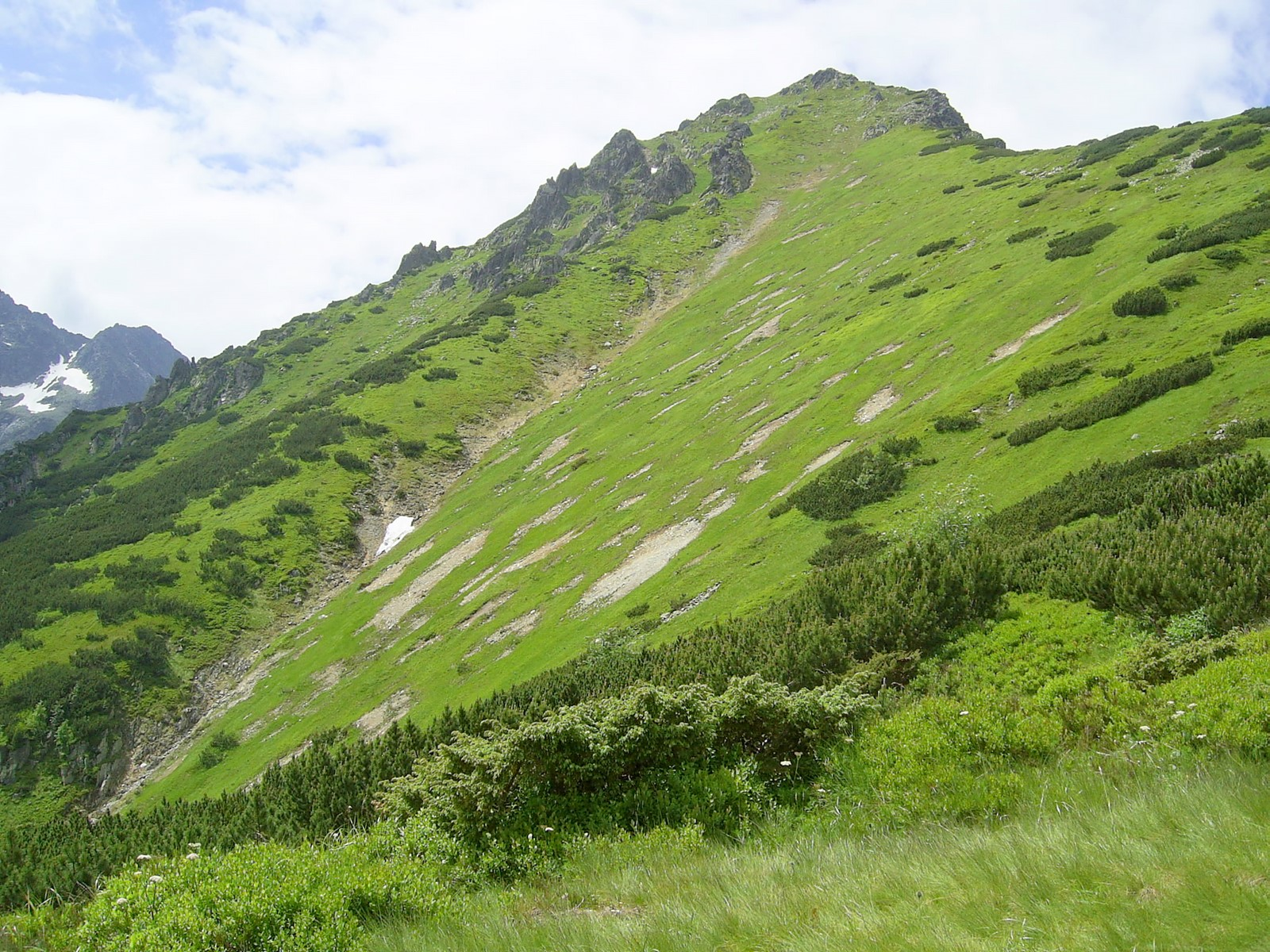
Gładkie, widok ze szlaku turystycznego

## Szlaki turystyczne
Morskie Oko – Opalone – Świstówka Roztocka – Świstowe Siodło – Świstowa Kopa – schronisko w Dolinie Pięciu Stawów. Jest zamknięty od 1 grudnia do 31 maja. Czas przejścia: 2 h, ↓ 1:40 h.